# Storbritanniens Grand Prix 2023
Storbritanniens Grand Prix 2023, officiellt Formula 1 Aramco British Grand Prix 2023, var ett Formel 1-lopp som kördes den 9 juli 2023 på Silverstone Circuit i Storbritannien. Det var det elfte loppet ingående i Formel 1-säsongen 2023 och kördes över 52 varv.

## Bakgrund

### Ställning i mästerskapet före loppet
| Pos. | Förare            | Poäng |
| ---- | ----------------- | ----- |
| 1    | Max Verstappen    | 229   |
| 2    | Sergio Pérez      | 148   |
| 3    | Fernando Alonso   | 131   |
| 4    | Lewis Hamilton    | 106   |
| 5    | Carlos Sainz, Jr. | 82    |

| Pos. | Konstruktör           | Poäng |
| ---- | --------------------- | ----- |
| 1    | Red Bull              | 377   |
| 2    | Mercedes              | 178   |
| 3    | Aston Martin-Mercedes | 175   |
| 4    | Ferrari               | 154   |
| 5    | Alpine-Renault        | 47    |

- Notering: Endast de fem bästa placeringarna i vardera mästerskap finns med på listorna.

### Deltagare
Förarna och teamen var desamma som säsongens anmälningslista utan ytterligare förare för tävlingen. Dock är denna tävlingen den sista för Nyck de Vries eftersom han blir ersatt av Daniel Ricciardo.

### Däckval
Däckleverantören Pirelli tog med sig däckblandningarna C1, C2 och C3 (betecknade hårda, medium respektive mjuka) för stallen att använda under tävlingshelgen.

## Träningspassen
Tre träningspass ägde rum, alla under en timmes tid. De första två träningarna tog plats på fredagen medan den tredje kördes på lördagen.

## Kvalet
Kvalet kördes klockan 15:00 lokal tid (UTC+01:00) lördagen den 8 juli 2023.
| Pos.                    | Nr. | Förare           | Konstruktör                | Kvaltider | Kvaltider | Kvaltider | Start- grid |
| Pos.                    | Nr. | Förare           | Konstruktör                | Q1        | Q2        | Q3        | Start- grid |
| ----------------------- | --- | ---------------- | -------------------------- | --------- | --------- | --------- | ----------- |
| 1                       | 1   | Max Verstappen   | Red Bull Racing-Honda RBPT | 1:29.428  | 1:27.702  | 1:26.720  | 1           |
| 2                       | 4   | Lando Norris     | McLaren-Mercedes           | 1:28.917  | 1:28.042  | 1:26.961  | 2           |
| 3                       | 81  | Oscar Piastri    | McLaren-Mercedes           | 1:29.874  | 1:27.845  | 1:27.092  | 3           |
| 4                       | 16  | Charles Leclerc  | Ferrari                    | 1:29.143  | 1:28.361  | 1:27.136  | 4           |
| 5                       | 55  | Carlos Sainz Jr. | Ferrari                    | 1:29.865  | 1:28.265  | 1:27.148  | 5           |
| 6                       | 63  | George Russell   | Mercedes                   | 1:29.412  | 1:28.782  | 1:27.155  | 5           |
| 7                       | 44  | Lewis Hamilton   | Mercedes                   | 1:29.415  | 1:28.545  | 1:27.211  | 7           |
| 8                       | 23  | Alexander Albon  | Williams-Mercedes          | 1:29.466  | 1:28.067  | 1:27.530  | 8           |
| 9                       | 14  | Fernando Alonso  | Aston Martin-Mercedes      | 1:29.949  | 1:28.368  | 1:27.659  | 9           |
| 10                      | 10  | Pierre Gasly     | Alpine-Renault             | 1:29.533  | 1:28.751  | 1:27.689  | 10          |
| 11                      | 27  | Nico Hülkenberg  | Haas-Ferrari               | 1:29.603  | 1:28.896  | N/A       | 11          |
| 12                      | 18  | Lance Stroll     | Aston Martin-Mercedes      | 1:29.448  | 1:28.935  | N/A       | 12          |
| 13                      | 31  | Esteban Ocon     | Alpine-Renault             | 1:29.700  | 1:28.956  | N/A       | 13          |
| 14                      | 2   | Logan Sargeant   | Williams-Mercedes          | 1:29.873  | 1:29.031  | N/A       | 14          |
| DQ1                     | 77  | Valtteri Bottas  | Alfa Romeo-Ferrari         | 1:29.798  | Ingen tid | N/A       | 20          |
| 15                      | 11  | Sergio Pérez     | Red Bull-Honda RBPT        | 1:29.968  | N/A       | N/A       | 15          |
| 16                      | 22  | Yuki Tsunoda     | AlphaTauri-Honda RBPT      | 1:30.025  | N/A       | N/A       | 16          |
| 17                      | 24  | Zhou Guanyu      | Alfa Romeo-Ferrari         | 1:30.123  | N/A       | N/A       | 17          |
| 18                      | 21  | Nyck de Vries    | AlphaTauri-Honda RBPT      | 1:30.513  | N/A       | N/A       | 18          |
| 19                      | 20  | Kevin Magnussen  | Haas-Ferrari               | 1:32.378  | N/A       | N/A       | 19          |
| 107 %-gränsen: 1:35.141 |     |                  |                            |           |           |           |             |
| Källor:                 |     |                  |                            |           |           |           |             |